# 906
| Calendário gregoriano                                                        | 906 CMVI                                             |
| Ab urbe condita                                                              | 1659                                                 |
| Calendário arménio                                                           | 355 – 356                                            |
| Calendário bahá'í                                                            | -938 – -937                                          |
| Calendário budista                                                           | 1450                                                 |
| Calendário chinês                                                            | 3602 – 3603 Início a 28 de janeiro (aproximadamente) |
| Calendário copta                                                             | 622 – 623                                            |
| Calendário etíope                                                            | 898 – 899                                            |
| Calendários hindus - Vikram Samvat - Calendário nacional indiano - Cáli Iuga | 961 – 962 827 – 828 4006 – 4007                      |
| Calendário Holoceno                                                          | 10906                                                |
| Calendário islâmico                                                          | 293 – 294                                            |
| Calendário judaico                                                           | 4666 – 4667                                          |
| Calendário persa                                                             | 284 – 285                                            |
| Calendário rúnico                                                            | 1156                                                 |
| Calendário solar tailandês                                                   | 1449                                                 |

906  (CMVI, na numeração romana) foi um ano  comum, do século X do Calendário  Juliano, da Era de Cristo, teve início a uma  quarta-feira, terminou também a uma quarta-feira, e a sua letra dominical foi E (52 semanas).
No território que viria a ser  o reino de Portugal estava em vigor a Era de César que já contava  944 anos.
| Ano completo                        |
| ----------------------------------- |
| Ano comum com início à quarta-feira |